# Valdahon
Valdahon é uma comuna francesa na região administrativa de Borgonha-Franco-Condado, no departamento de Doubs. Estende-se por uma área de 25,51 km². Em 2010 a comuna tinha 5 787 habitantes (densidade: 226,9 hab./km²).